# Groß Köris

Groß Köris  est une commune de Brandebourg (Allemagne), située dans l'arrondissement de Dahme-Forêt-de-Spree.